# فتحة المزمار
مَشَقُّ المِزمار (باللاتينية: Rima glottidis)  أو فُتحة المِزمار (بالإنجليزية: aperture of glottis)‏ أو المِزمار الحقيقي (باللاتينية: glottis vera) أو شَقُّ المِزمار (بالإنجليزية: fissure of glottis)‏، هي عدة أسماءٍ لفُتحةٍ في الحَنجَرة بين الحبال الصوتية الحقيقية والغضاريف الهرمية (الطرجهالية). يحدّها من الخلف «الطية بين الطرجهاليين» (بالإنجليزية: interarytenoid fold)‏ التي هي من الغشاء المخاطي. فُتحة المزمار هي أضيق جزء من الحَنجَرة، وهي أطول في الذكور (23 ملم) عن الإناث (17 ملم).

## تقسيم فتحة المزمار
تنقسم فتحة المزمار إلى قسمين:
1. الجزء الواقع بين الغضاريف الهرمية (الطرجهالية) وهو يُسمى أيضاً «بين الغضاريف» (بالإنجليزية:  intercartilaginous)‏ أو «المزمار بين الغضاريف» (بالإنجليزية:  intercartilaginous glottis)‏ أو «الجزء بين الغضاريف لمشق المزمار» أو «المزمار التنفسي» (بالإنجليزية: respiratory glottis)‏ أو «الحيز بين الطرجهاليين» (بالإنجليزية: interarytenoid space)‏.
2. الجزء الواقع بين الأحبال الصوتية وهو الجزء بين الأغشية (الجزء الثالث / 5)، ويُسمى أيضاً «فتحة المزمار الصوتية» (باللاتينية: glottis vocalis).

## عضلات التحكم في فتحة المزمار
- الإغلاق: تُغلق «فتحة المزمار» بواسطة «العضلة الحلقية الطرجهالية الوحشية» (بالإنجليزية: Lateral cricoarytenoid muscle)‏ و«العضلة الطرجهالية» (بالإنجليزية: Arytenoid muscle)‏.
- الفتح: تُفتح «فتحة المزمار» بواسطة «العضلة الحلقية الطرجهالية الخلفية» (بالإنجليزية: Posterior cricoarytenoid muscle)‏.

## التعصيب
تتلقى كل هذه العضلات تعصيبها من العصب الحنجري الراجع الذي هو فرع من العصب المبهم (CN X). هذا العصب يمكن أن يكون عُرْضَةً للإيذاء أثناء جراحات الغدة الدرقية، وإذا تأذّي وتلف فإن التحكم في «فتحة المزمار» قد يتأثر ويؤدي إلى تحول الصوت إلى صوت أجش، أو احتباس الصوت (بالإنجليزية: Aphonia)‏ أو ينتج عنه صعوبة في التنفس.

## وصلات خارجية
- صور تشريحية:32:st-1300 في مركز داونستيت الطبي التابع لجامعة نيويورك.

## معرض الصور

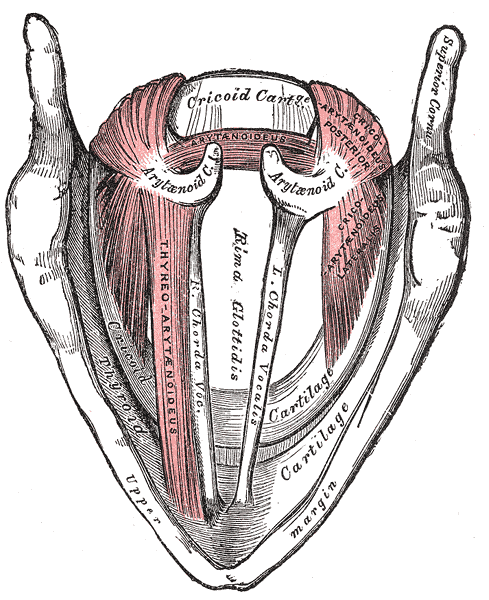
عضلات الحنجرة، نظرة من أعلى.